# 埃迪尔·罗森奎斯特
埃迪尔·罗森奎斯特（瑞典語：Edil Rosenqvist，1892年12月11日—1973年9月14日），芬兰男子摔跤运动员。他曾代表芬兰参加1920年、1924年和1928年夏季奥林匹克运动会摔跤比赛，获得二枚银牌，均来自古典式项目。